# اریش فون چرماک
اِریش فُن چِرماک (به آلمانی: Erich von Tschermak) (۱۵ نوامبر ۱۸۷۱ – ۱۱ اکتبر ۱۹۶۲) برزشناس و زیست‌شناس اهل اتریش بود.